# 莫伊塞羅山脈
42°18′5.62″N 1°51′23.18″E / 42.3015611°N 1.8564389°E

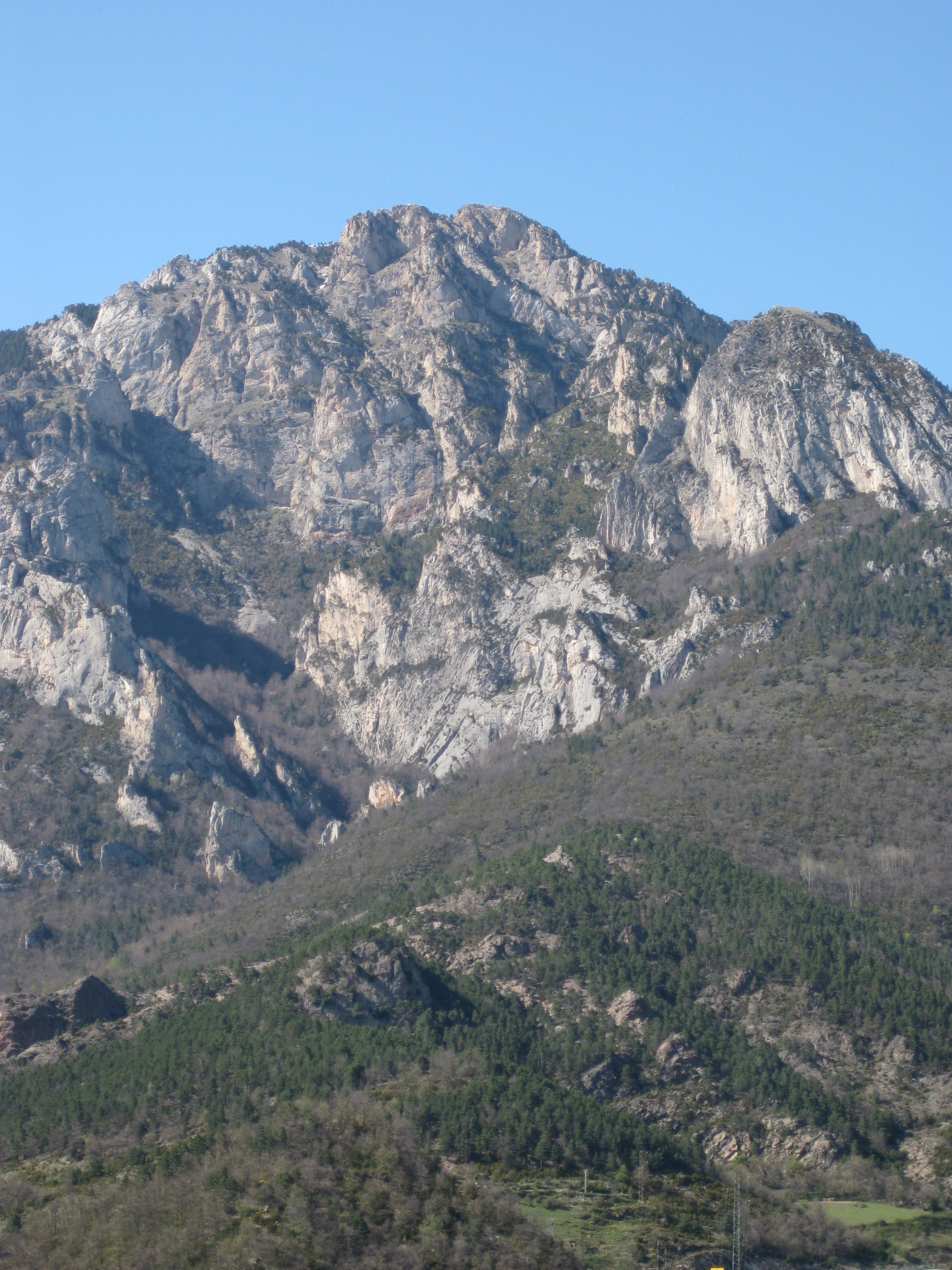

莫伊塞羅山脈（Serra de Moixeró），是西班牙的山脈，位於該國東北部，屬於前比利牛斯山山麓的一部分，最高點海拔高度2,276米，山體由石灰岩組成。